# Lokrí
Lokrí (en griego: Λοκροί) es un municipio en la unidad periférica de Ftiótide, perteneciente a la periferia de Grecia Central. La sede del municipio es la ciudad de Atalanti. La superficie es de 614,761 km².
Su nombre deriva de Λοκρίς, en español Lócrida o Lócride, el nombre que recibía la región en la antigüedad.
El municipio de Lokrí fue formado en la reforma del gobierno local de 2011 por la fusión de los 4 municipios siguientes, que se convirtieron en unidades municipales:
- Atalanti
- Dafnousia
- Malesina
- Opountia